# Predikherenklooster (Brussel)

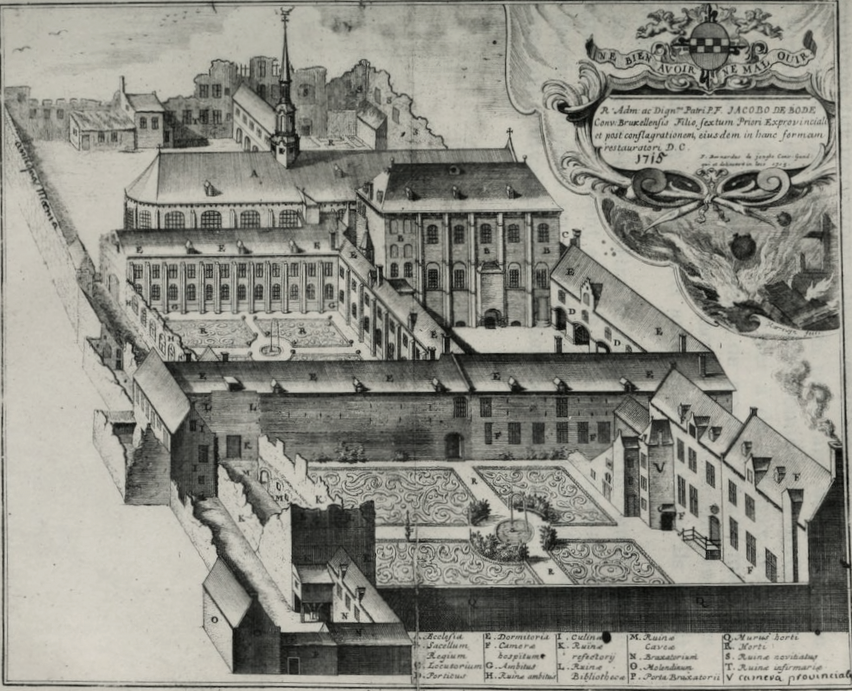
Het heropgebouwde klooster in 1715, na de Franse bombardementen van 1695.

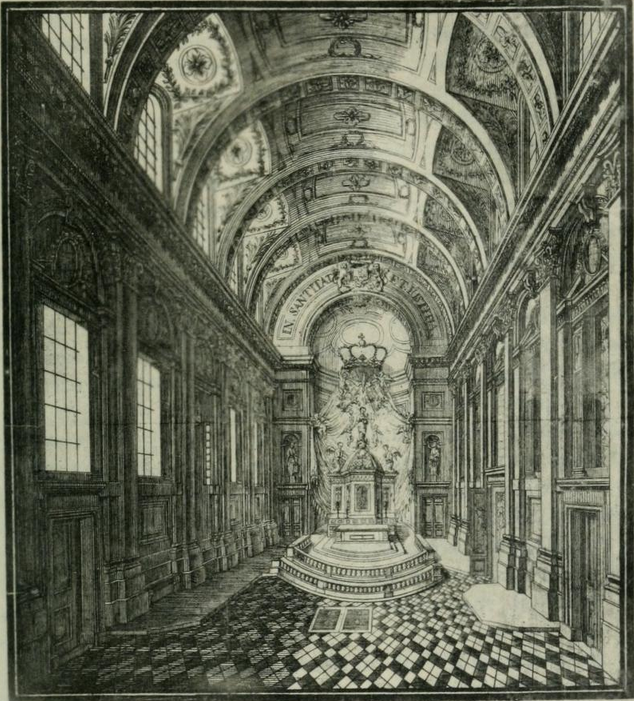
De kapel van de Rozenkrans, ook wel Spaanse kapel.

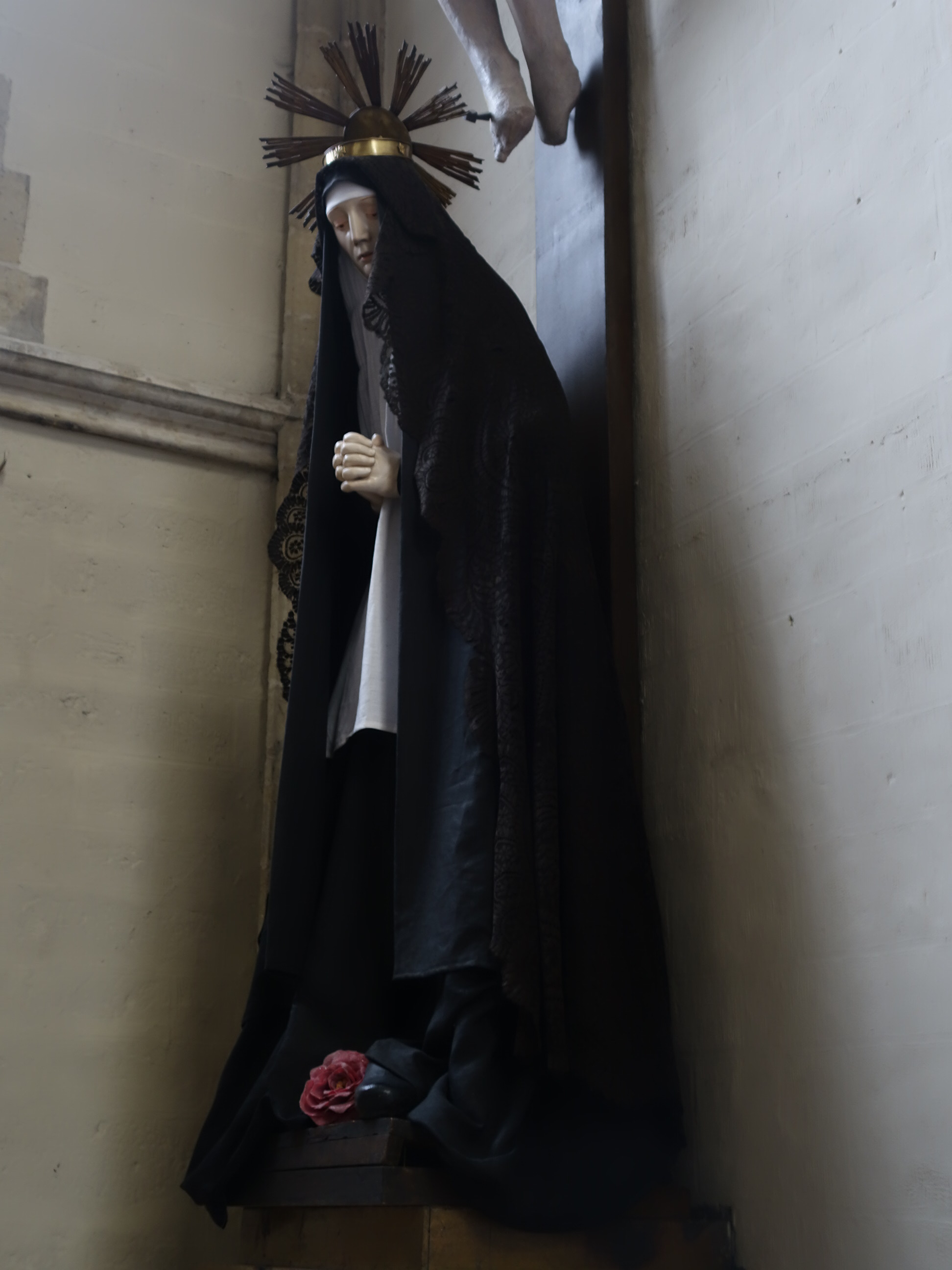
Nuestra Señora de la Soledad, de rouwende Onze-Lieve-Vrouw der Eenzaamheid, door de Spanjaarden naar Brussel meegebracht in de 16e eeuw en nu te zien in de Kapellekerk.

Het predikherenklooster van Brussel bestond van 1465 tot 1796. De gebouwen werden afgebroken om plaats te ruimen voor een manège (1812) en later voor de Muntschouwburg (1817). Een ander deel van het voormalige kloosterdomein wordt ingenomen door hotel The Dominican.

## Geschiedenis
De stichting was een initiatief van hertogin Isabella van Portugal, de vrome echtgenote van Filips de Goede, die daarmee eeuwenlange weerstand van het stadsbestuur en het Sint-Goedelekapittel overwon. De geleerde dominicanen genoten groot prestige en konden niet langer ontbreken in een hoofdstad. Isabella bekwam de toestemming van paus Calixtus III en kocht voor hen het Hof van Rummen aan de Schildknaapstraat (toen Lange Ridderstraete). Magister-generaal Martial Auribelli kwam in 1459 ter plaatse de vooruitzichten opnemen. De werken vorderden goed en in 1465 kon het kapittel-generaal van Navarra de status van klooster verlenen aan het Brusselse huis. Met terreinaankopen in 1477 (aan de Wolvengracht) en 1480 (o.a. het Wit Huys), begon het klooster een aanzienlijke oppervlakte in te nemen. Het werd begunstigd door de hoogste adel: Adolf van Kleef-Ravenstein en zijn zoon Filips brachten hun indrukwekkende mausolea onder in de predikherenkerk, een gotisch gebouw met drie beuken. De broeders hadden nauwe banden met het hof als predikers en biechtvaders. Intellectueel stonden ze dicht bij de Leuvense universiteit, en befaamde theologen als Domingo de Soto en zijn broer Pedro verbleven er. Het hoeft dan ook niet te verwonderen dat de dominicanenbroeders een steunpilaar waren van de inquisitie.
Onder de Brusselse republiek speelden de dominicanen een grote rol in het onmogelijk maken van de aanvankelijk ingestelde tolerantie. Vooral Antoon Ruyskensvelt, in 1579 aangekomen na een verbanning uit Gent, dreef de zaken op de spits. Met samenzweringen en opruiende preken (zijn bijnaam was den bassenden hond) bewerkstelligde hij in geen tijd een nieuwe verbanning. De incidenten waartoe dit aanleiding gaf, leidden ertoe dat alle Brusselse dominicanen in zijn zog uit de stad verdreven werden (22 april 1581). Hun klooster werd in 1583 afgebroken op de kerk na, waarvan de inboedel evenwel verkocht werd.
Het duurde niet lang voor de dominicanen konden terugkeren en aan de heropbouw beginnen, want in 1585 maakte Alexander Farnese een einde aan het calvinistische bewind over de stad. Het predikherenklooster was populair bij de grote Spaanse populatie van Brussel, voor wie een eigen kapel werd opgetrokken (1594). Het beeld Nuestra Señora de la Soledad, nu in de Kapellekerk, stond er centraal. Dankzij de gunst van Albrecht en Isabella braken weldra nieuwe glorietijden aan. Schilderijen van Rubens, Van Dyck en De Crayer sierden het kerkinterieur. In 1636 openden de Brusselse predikheren een groot noviciaat. De somptueuze Spaanse kapel van de Rozenkrans was op 8 december 1659 het toneel van een plechtigheid ter verdediging van de onbevlekte ontvangenis, op initiatief van landvoogd Luis de Benavides Carillo. Ook de confrerieën waren een belangrijk onderdeel van het kloosterleven. De grootste was de broederschap van de Heilige Rozenkrans, die 30.000 (vooral Spaanse) leden telde. Voorts was er een Broederschap van de Zeer-Heilige Naam van Jezus (met de kanselier van Brabant aan het hoofd) en een confrerie van de Engelse Krijg (de Riem van Thomas van Aquino).
De Franse bombardementen van 1695 herleidden het klooster opnieuw tot puin. Het praalgraf van Adolf van Kleef sneuvelde, maar de kapel van zijn zoon Filips stond nog overeind, net als de kerkgevel. Een nieuwe reconstructie volgde: het kerkkoor was gereed in 1704, het klooster met 40 arcades in 1705, het tweede klooster in 1709, het noviciaat in 1731.
Keizer Jozef II, die vele conventen deed sluiten, liet het predikherenklooster bestaan, zij het dat hij hen om urbanistieke redenen wilde laten verhuizen naar het vrijgekomen Miniemenklooster. Het waren de Franse revolutionairen die kort nadien het einde van de dominicanen in Brussel inluidden. Vóór de verdrijving van de laatste 36 broeders op 12 november 1796, waren de meeste kostbaarheden het land uit gesmokkeld. Het klooster ging in februari 1797 als nationaal goed onder de hamer. De koper verkocht de resterende materialen en hanteerde daarna de slopershamer.

### 21e eeuw
Begin 21e eeuw keerden de predikheren terug naar Brussel en installeerden zich aan de rand van het Jubelpark. Na een renovatie in 1999-2002 heeft de vestiging een internationaal karakter gekregen. 

## Voetnoten
1. ↑  E. de Moreau, "L’émeute de Bruxelles du 22 avril 1581 et le dominicain Antoine Ruyskensvelt", in Miscellanea J. Gessler, Antwerpen, 1948, blz. 931-942